# Atsuhiko Mori
Atsuhiko Mori (Prefettura di Hyōgo, 31 maggio 1972) è un ex calciatore giapponese, di ruolo portiere.
Vanta un centinaio di presenze nella prima divisione giapponese.